# Brave (navigateur web)
Pour les articles homonymes, voir Brave.
Brave (prononcé en anglais : [bɹeɪv]) est un navigateur web open source gratuit disponible sur Windows, macOS et Linux ainsi que sur iOS et Android. Il a pour objectif de protéger la vie privée de ses utilisateurs en bloquant par défaut les pisteurs et en permettant la navigation privée via le réseau Tor. Le logiciel, fondé sur Chromium, est développé par l’entreprise Brave Software depuis 2016.

## Histoire du logiciel

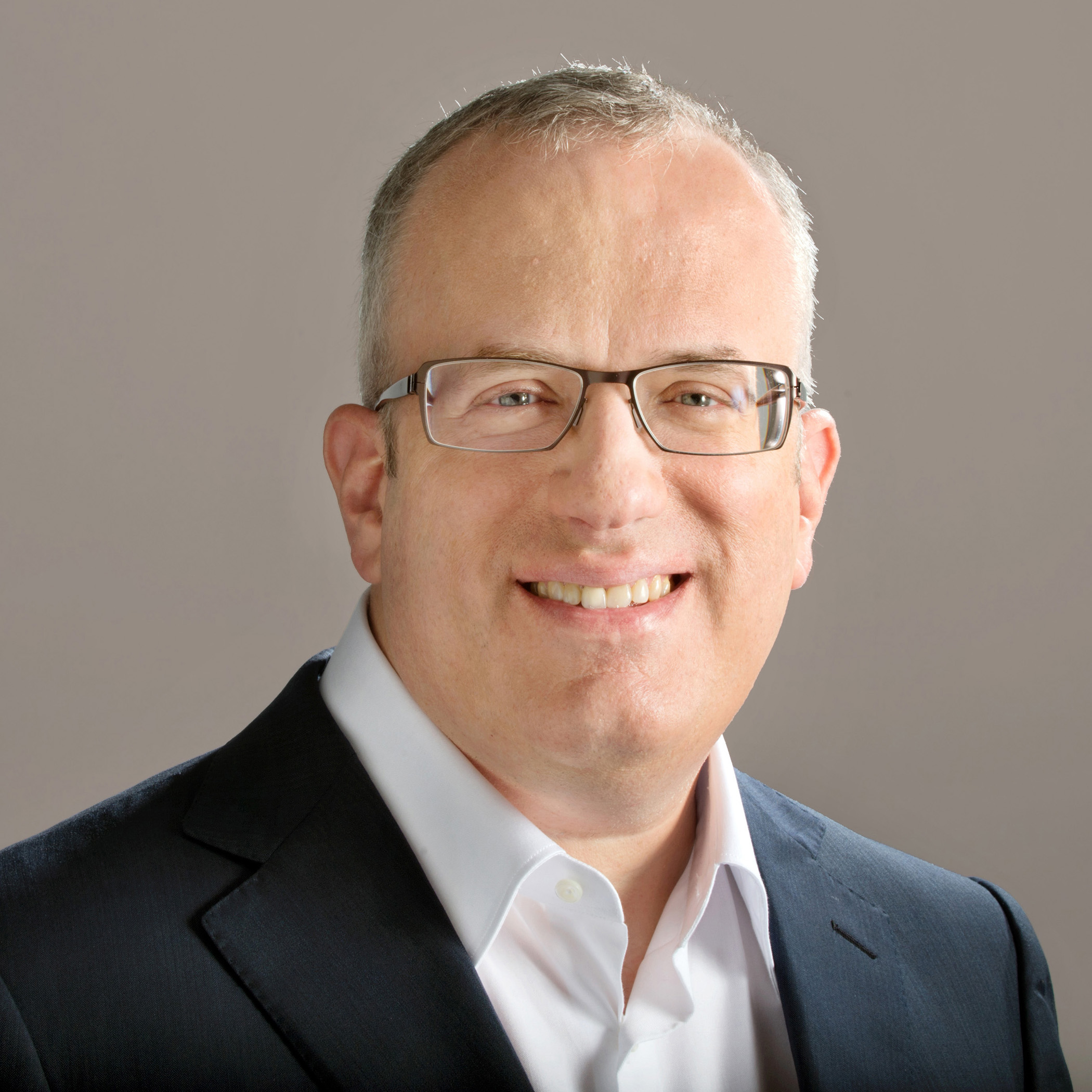
Brendan Eich, fondateur de la Mozilla Foundation et créateur de Brave Software.

Brave a été créé par Brendan Eich, également cofondateur de Mozilla Firefox et créateur du JavaScript, le 28 mai 2015,.
Sous licence libre (licence MPL 2.0), le navigateur Brave est lancé en 2016 par Eich à la suite de sa démission de la Mozilla Foundation et effectue une levée de fonds de 7 millions de dollars auprès d’investisseurs privés et de sociétés de capital risque, notamment le Founders Fund de Peter Thiel, Propel Venture Partners, Pantera Capital, Foundation Capital et le Digital Currency Group.
Une seconde levée de fonds de 35 millions de dollars est lancée le 31 mai 2017 par Brendan Eich. Cette dernière levée de fonds a la particularité de s’effectuer en cryptomonnaie et d’être faite en moins de 30 secondes,.
En juin 2018, Brave publie une version test payante du navigateur. Cette version est préchargée avec environ 250 publicités et envoie un journal détaillé de l’activité de navigation de l’utilisateur à Brave dans le but à court terme de tester cette fonctionnalité. Brave annonce que d’autres essais suivront. Le même mois, Brave ajoute la prise en charge de Tor dans le mode de navigation privée de son navigateur de bureau.
Le navigateur, à la suite d’une collaboration annoncée lors d’une présentation le 13 septembre 2018, intègre le moteur de recherche Qwant par défaut à la place de Google.
Jusqu’en décembre 2018, Brave fonctionne sur un fork d’Electron appelée Muon, commercialisé comme un « fork plus sûr ». Néanmoins, les développeurs de Brave passent à Chromium, évoquant la nécessité d’alléger leur charge de maintenance. Brave Software publie la dernière version exploitant Muon en escomptant que les utilisateurs mettent à jour vers une version plus récente à l’approche de sa fin de vie.
En décembre 2018, Brave s’associe à HTC pour faire de Brave Browser le navigateur par défaut du HTC Exodus 1.
Début 2019, le logiciel annonce 5,5 millions d’utilisateurs dans le monde, soit une augmentation de 450 % en un an.
En juin 2019, Brave commence à tester un nouvel algorithme de correspondance des règles de blocage publicitaire implémenté en Rust, remplaçant le précédent en C++. Les algorithmes uBlock Origin et Ghostery ont inspiré la nouvelle logique, dont Brave affirme qu’elle est en moyenne 69 fois plus rapide que l’algorithme précédent.
En novembre 2019, Brave lance Brave Ads, un réseau publicitaire qui renvoie une part de revenus de 70 % aux utilisateurs. Les clients publicitaires comprennent les partenaires de l’entreprise.
Le 14 novembre 2019, la version 1.0 est lancée et la société annonce avoir atteint 10,4 millions d’utilisateurs actifs. À l’époque, il comptait environ trois millions d’utilisateurs actifs par jour. Brave 1.0, fonctionne sur Android, iOS, Windows 10, macOS ou Linux.
Selon son créateur, le logiciel serait 40 % plus rapide que Google Chrome sur les ordinateurs et quatre fois plus rapide sur les smartphones. Cette plus grande rapidité est due aux éléments qu’il ne charge pas (pisteurs, cookies tiers et publicité en ligne).
Le 2 février 2021, Brave annonce avoir réuni plus de 25 millions d’utilisateurs actifs.
En mars 2021, Brave acquiert Tailcat, un moteur de recherche développé par Cliqz. En avril 2021, Brave devient le premier navigateur ajouté à l’Epic Games Store,.
En décembre 2021, Brave annonce 50,2 millions d’utilisateurs actifs mensuels et 15,5 millions d’utilisateurs actifs journaliers . En juin 2021, la version bêta publique de Brave Search, le moteur de recherche de Brave Software, est lancée.
Google Chrome annonce en 2023 une transition progressive vers Manifest V3, la dernière version de la plate-forme des extensions qui réduit l'efficacité des adblockers. En réaction, Brave annonce néanmoins maintenir la compatibilité avec Manifest V2.

## Architecture du navigateur
Le navigateur est construit à partir de Chromium, la base open source de Google Chrome,.
Le navigateur Brave intègre en son sein un token — identificateur de transaction chaîne de blocs — afin de rémunérer de manière anonyme les différents intervenants.
Il utilise également la technologie WebTorrent pour télécharger directement les fichiers partagés via le réseau BitTorrent, depuis un lien magnet.

### Mode de navigation
Deux modes de navigation privée sont proposés : 
- « private window » : mode de navigation privée « classique » ;
- « private window » via Tor : mode de navigation utilisant TOR afin d’anonymiser sa connexion[1].

## Protection de la vie privée
En juillet 2024, il est révélé que Google Chrome intègre une API qui permet aux sites et services de Google d'accéder aux données matérielles telles que le processeur, le processeur graphique, la mémoire vive, et aux journaux de visite des internautes sur les domaines de Google. Cette API est intégrée à l'extension hangout services ne peut être désactivée, bien que cela soit contraire à la législation européenne sur les marchés numériques (DMA). Elle a été trouvée sur les navigateurs utilisant Chrome comme base, tels que Microsoft Edge, Opera et Brave. Après cette annonce, Brave a annoncé avoir désactivé par défaut cette fonction et prévoir de la retirer.

## Modèle économique

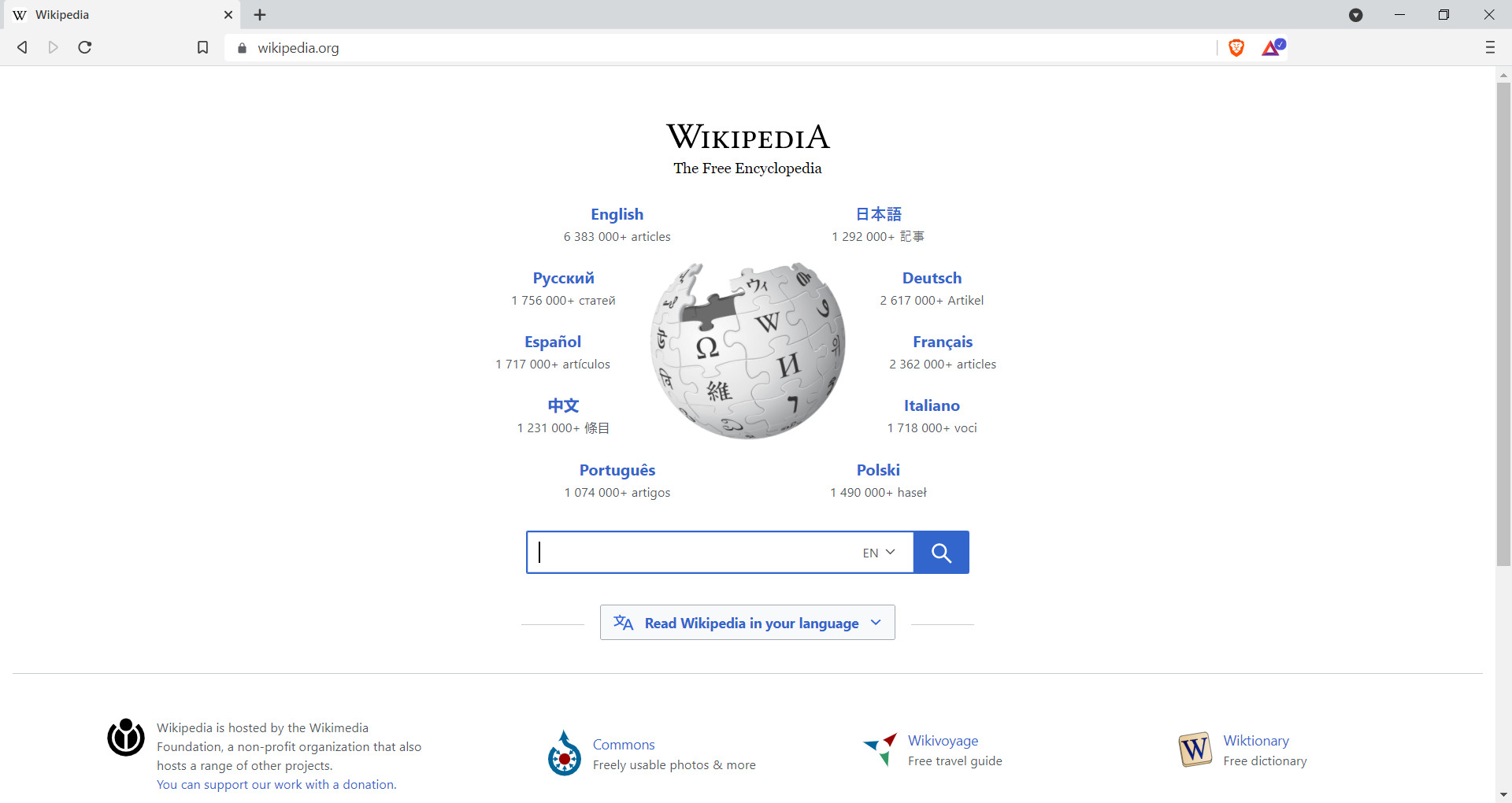
Capture d’écran de Wikipédia sur Brave (sur Windows 11).

Le créateur du logiciel propose un nouveau modèle économique pour la distribution des revenus publicitaires. Brave bloque les publicités des sites internet. Si l’utilisateur le choisit, il les remplace par d’autres jugées plus pertinentes. Les revenus de ces publicités sont alors reversés :
- au site web sur lequel elles apparaissent (à hauteur de 55 %) ;
- à l’éditeur du navigateur Brave (à hauteur de 30 %) ;
- et à l’internaute (à hauteur de 15 %)[30],[31],[27].

À l’heure actuelle, seuls les sites web (producteurs) sont rémunérés[réf. nécessaire].
Ce modèle économique ne convient pas aux éditeurs de sites de médias aux États-Unis qui tirent leurs revenus de la publicité hébergée sur leurs sites. En effet, Brave laisse la liberté aux utilisateurs de refuser toute information publicitaire.
En avril 2016, dix-sept éditeurs de presse, représentant 1 200 journaux, signent une pétition, enjoignant à l’entreprise de « [cesser] de détourner l’ensemble des contenus du Web à son propre bénéfice ». Parmi les signataires de cette pétition se trouvent les groupes de presse les plus importants des États-Unis : The New York Times, The Wall Street Journal, The Washington Post et USA Today, entre autres.
Une plainte est déposée par 17 membres de la News Media Alliance auprès de la Federal Trade Commission, considérant que le blocage de la publicité enfreint la loi fédérale interdisant les pratiques trompeuses et celles interdisant la concurrence déloyale.

## Fonctionnalités

### Brave Search
Brave Search est un moteur de recherche développé par Brave et publié en version bêta en mars 2021, à la suite de l’acquisition de Tailcat, un moteur de recherche orienté vers la protection de la vie privée de ses utilisateurs et inspiré de Cliqz.
En octobre 2021, Brave Search devient le moteur de recherche par défaut du navigateur Brave. Il remplace alors Google comme moteur de recherche par défaut pour les États-Unis, le Canada et le Royaume-Uni, et se substitue à Qwant pour la France et à DuckDuckGo pour l'Allemagne. Selon Brendan Eich, le PDG de Brave, « Brave Search a atteint la qualité et la masse critique nécessaires pour devenir [l']option de recherche par défaut », car il affirme avoir dépassé « 80 millions de requêtes par mois » depuis juin 2021.
Le 3 août 2023, l'entreprise annonce que Brave Search est désormais complètement indépendant, puisqu'il dispose de son propre index de recherche, sans recourir aux API de recherche de Bing ni de Google,.

### Brave Leo
Brave Leo est un chatbot reposant sur un grand modèle de langage (LLM) développé par Brave et intégré par défaut dans le navigateur. La solution est gratuite mais propose un abonnement donnant accès à des LLM de plus grande taille et à des limites de taux plus élevées.

#### Vie privée
Cet assistant d'intelligence artificielle (IA) est axé sur la protection de la vie privée de son utilisateur. Selon Brave, « les chats avec Leo sont privés, anonymes et sécurisés. Leo n’enregistre pas les conversations et ne les utilise pas pour entraîner les modèles [de langage], et aucun compte ou connexion n’est requis pour utiliser Leo ». Pour la version payante, Brave assure que tous les abonnements sont validés par des tokens sans lien, de sorte que l'entreprise ne peut pas connaître l'activité ou l'adresse électronique de l'utilisateur. De plus, les modèles de langage proposés par Leo sont open source et hébergés sur les serveurs informatiques de Brave. Leo utilise également un proxy inverse, ce qui veut dire que les messages échangés avec le chatbot passent par un serveur d'anonymisation, qui est censé protéger l'adresse IP de l'utilisateur. Par ailleurs, les réponses de Leo sont supprimées après leur génération.

#### Modèles utilisés
À sa sortie, Leo repose sur LLaMA 2 de Meta ou Claude Instant de Anthropic. Ces IA peuvent produire du contenu écrit, résumer une page Web ou écrire du code,. Le 25 janvier, Leo est mis à jour et repose désormais sur le LLM Mixtral 8x7B de Mistral AI. Le choix d'utiliser d'autres LLM (Claude 3 Haiku ou LLaMa 3.1 8B) reste possible. Le 22 août 2024, s'ajoute la fonction Bring Your Own Model (BYOM), qui permet d'utiliser des modèles hébergés localement.

#### Sortie
Le 2 novembre 2023, Brave déploie Leo sur Linux, macOS et Windows. Le chatbot est rendu disponible le 29 février 2024 sur la version Android de Brave, et le 3 avril 2024 sur iOS. Cette dernière intègre également une fonction de reconnaissance vocale.

### Brave Firewall+ VPN
Brave Firewall + VPN est un système de pare-feu et de VPN pour ordinateur et mobile sous iOS ou Android, intégré au navigateur mais payant, et utilisant la technologie de Guardian VPN.

### Navigation Tor
Brave offre une fonctionnalité permettant de naviguer en utilisant le réseau Tor et supporte les sites .onion[réf. souhaitée].

### Brave Talk
Brave Talk est un outil de visioconférence intégré au navigateur et basé sur Jitsi. Cette fonctionnalité a été intégrée à Brave en septembre 2021 proposant un service gratuit jusqu’à 4 personnes dans l’appel et payant pour accueillir plus de participants.

### Brave Shields
Brave Shields est une fonctionnalité inspirée de uBlock Origin, qui bloque les publicités et les traqueurs tiers de la même manière qu’une extension de bloqueur de publicités. La fonctionnalité de blocage des publicités est activée par défaut. L’utilisateur a la possibilité d’ajuster les paramètres de blocage des publicités, scripts et cookies. Brave Shields permet également de se protéger contre le traçage de l’empreinte digitale de l’appareil en utilisant la technique appelée « farbling », qui fait en sorte que chaque session de navigation apparaisse comme unique.

### Brave News
En décembre 2020, Brave annonce lancer son propre système de flux d’actualités personnalisable, Brave Today. Renommé Brave News en 2022, il comprend plus de 300 sources (majoritairement anglophones) ainsi que, sous iOS et la version pour ordinateur, la possibilité d’ajouter des flux RSS.

## Basic Attention Token

Logo de Basic Attention Token.

Brave dispose d’un programme de récompense baptisé Brave Rewards. Ainsi, les utilisateurs sont récompensés par des jetons BAT ou « Basic Attention Token ». Le BAT est une cryptomonnaie fondée sur la blockchain d’Ethereum. Son but est de contourner les services de publicités ciblées et imposées et de récompenser les utilisateurs lorsqu’ils visionnent des publicités. Ces récompenses sous forme de jetons BAT peuvent ensuite être redistribuées par l’utilisateur vers les créateurs de contenus, sous forme de donation ou virement mensuel. Un portefeuille est directement inclus dans le navigateur permettant de stocker ses jetons BAT. L’objectif est que ces jetons, aussi appelés tokens (ERC-20 d’Ethereum) deviennent la « monnaie d’internet ».
Parmi les principaux capitaux risques finançant ce projet figurent Founders Fund (dirigé par Peter Thiel, également fondateur de Palantir et PayPal, et conseiller de Donald Trump[réf. nécessaire]), Foundation Capital (en), Propel Venture Partners, Pantera Capital, DCG, Danhua Capital et Huiyin Blockchain Venture[réf. nécessaire].